# Culinária da Bahia
A culinária da Bahia é uma das mais diversificadas do Brasil, com muitas variações, desde a culinária sertaneja, até a mais conhecida, que é aquela produzida no Recôncavo e em todo o litoral da Bahia — praticamente composta de pratos de origem africana, diferenciados pelo tempero mais forte à base de azeite de dendê, leite de coco, gengibre, frutos do mar, pimenta de várias qualidades e muitos outros que não são utilizados em outros estados do Brasil. Essa culinária, porém, não chega a representar 30% do que seus habitantes consomem diariamente. As iguarias dessa vertente africana da culinária estão reservadas, pela tradição e hábitos locais, às sextas-feiras (como por exemplo a moqueca, vatapá, caruru, xinxim de galinha) e às comemorações de datas institucionais, religiosas ou familiares. No dia a dia, o baiano alimenta-se de pratos herdados da vertente portuguesa, ou então de pratos no que se costuma chamar de "culinária sertaneja". São receitas que não levam o dendê e ingredientes como frutos do mar por exemplo, que é muito presente na culinária afro-baiana. A predominância, no imaginário do brasileiro e nos meios de comunicação, da culinária "afro-baiana", deve-se muito ao fato de Salvador, a capital da Bahia, situar-se no litoral do Recôncavo, o que confere maior poder de divulgação para o legado africano da culinária regional.  Encontramos também influências trazidas pelos Índios.

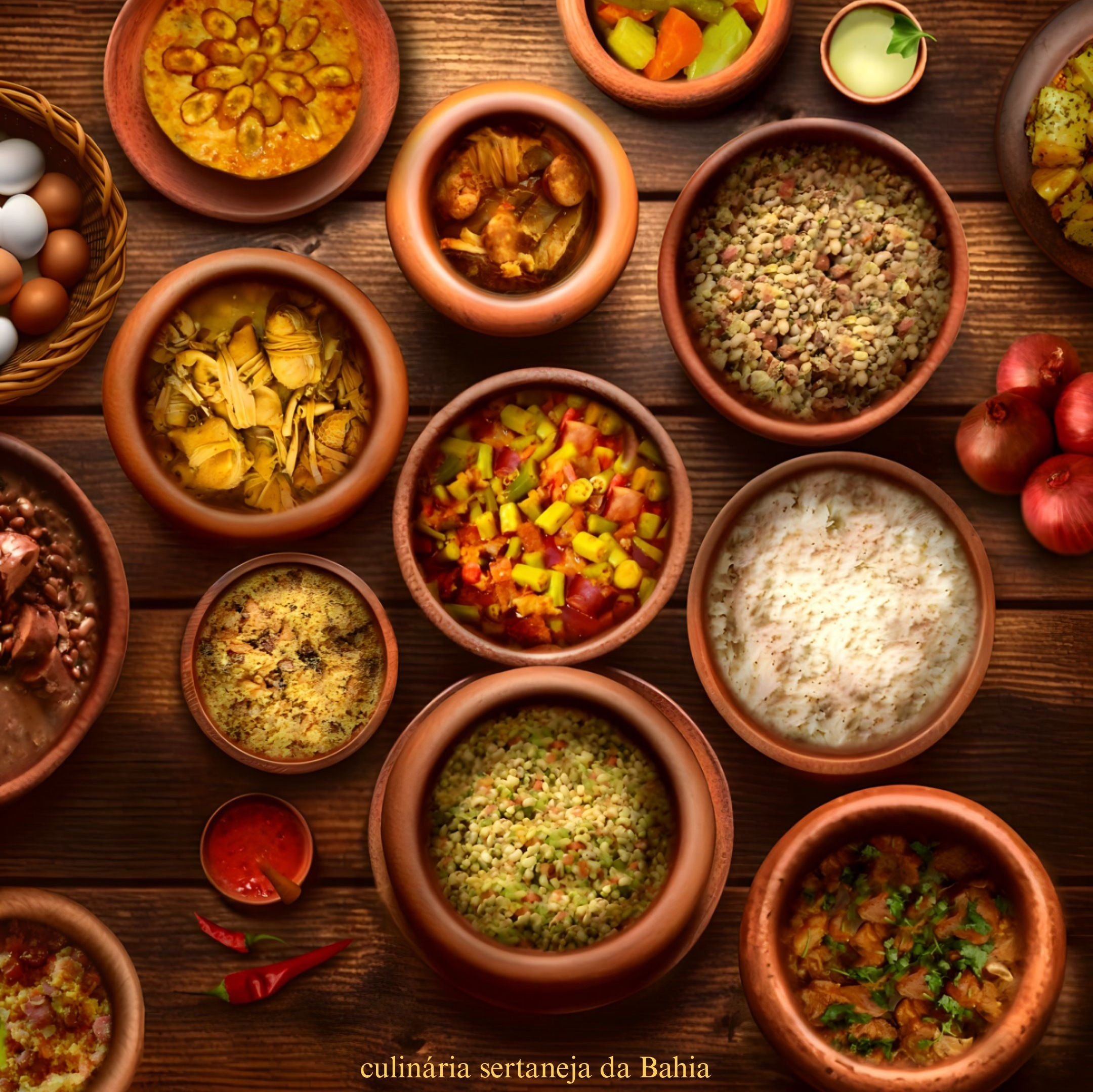
Culinária sertaneja baiana.

Ambas vertentes da culinária baiana, no entanto, ainda são praticadas de forma bastante espontâneas, carecendo de procedimentos mais sistemáticos de pesquisa e desenvolvimento. Há muita resistência a tentativas de estudos e aprimoramentos da comida legada por portugueses e africanos. Existem poucos chefs de cozinha dedicados à culinária da Bahia. Procedimentos mais coerentes com a moderna cozinha, contudo, já começam a aparecer, de forma esparsa, através de cozinheiros e cozinheiras mais informados das modernas técnicas gastronômicas, apontando perspectivas mais dinâmicas para a cozinha baiana. A primeira consequência dessas poucas iniciativas é o aparecimento de novas receitas, mais elaboradas, ainda mantendo fortes ligações com as matrizes portuguesa e africana mas incorporando também bases da culinária de outros países, principalmente aqueles banhados pelo Mediterrâneo.
Na Bahia existem duas maneiras de se preparar os pratos "afros". Uma mais simples, sem muito tempero, que é feita nos terreiros de candomblé para serem oferecidos aos Orixás, e a outra, fora dos terreiros, onde as comidas são preparadas e vendidas pela baiana do acarajé e nos restaurantes, e nas residências, que são mais carregadas no tempero e mais saborosas.
Diz Afrânio Peixoto, historiógrafo, em seu livro Breviário da Bahia, que "a Bahia é um feliz consórcio do melhor de Portugal - a sobremesa e a preferência pelos pescados, e da Costa da África - o óleo de dendê, com outros temperos e condimentos, e pimenta, muita pimenta benzendo tudo. (…) Pouca coisa do índio, que não tinha quase cozinha."

## Pratos mais consumidos

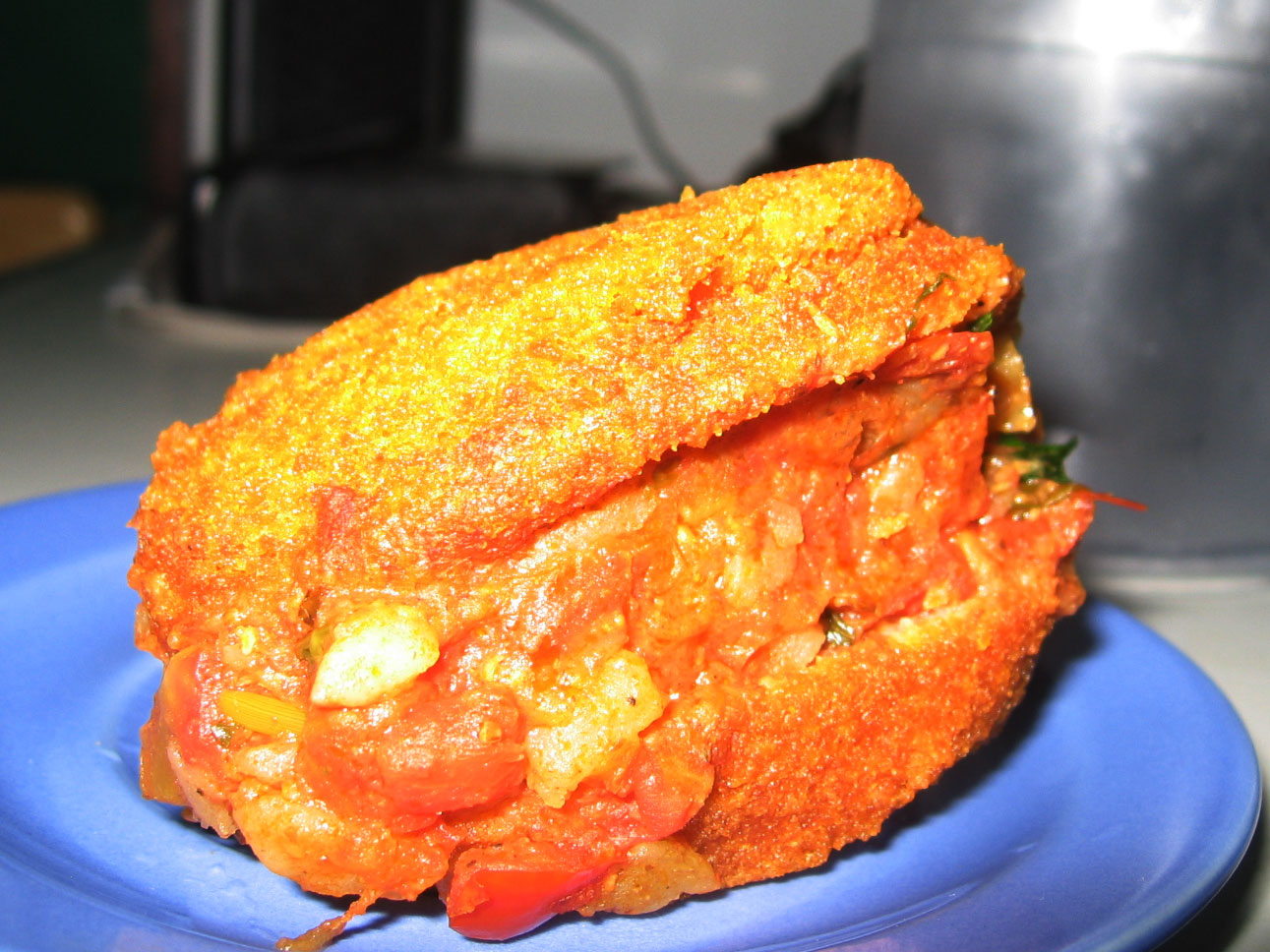
Acarajé, iguaria africana muito consumida no estado.

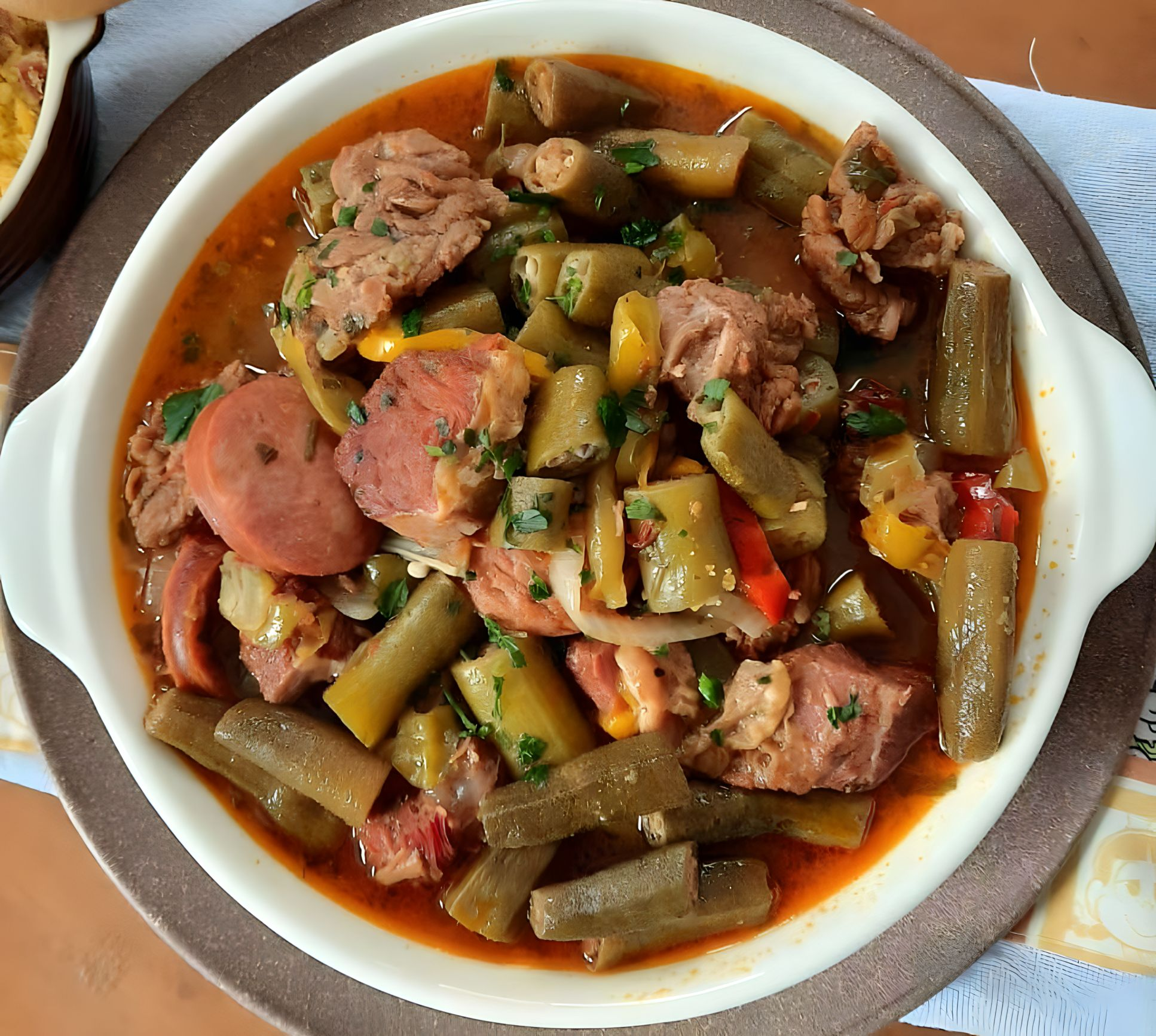
Quiabada, iguaria de origem baiana, muito consumida em todo estado.

Ao contrário do que muitos pensam, os pratos mais consumidos no estado não costumam ser da famosa culinária afro-baiana, em que reúne a moqueca, vatapá, caruru, frutos do mar, e outros ingredientes que levam o dendê. Os pratos mais consumidos no estado são os que fazem parte do cardápio da culinária sertaneja da Bahia, como a feijoada baiana, feijão fradinho ou de corda, quiabada, cozido baiano, carne seca e carne de bode e carneiro.
Abaixo, os pratos típicos ou herdados da culinária baiana, pratos portugueses, africanos, surgidos de influências africanas ao longo do tempo, ou iguarias sertanejas do estado, surgidas pela mistura de pratos portugueses, africanos, indígenas e árabes, além de outras iguarias originadas em outras partes do Brasil consumidas no estado.
- Abará
- Aberém
- Acaçá
- Acarajé
- Angu
- Arroz de hauçá
- Arrumadinho
- Bobó de camarão
- Buchada de bode
- Caldinho de sururu
- Caranguejo
- Caruru
- Casquinha de siri
- Cozido (tipo de sopa com diversas verduras, raízes e legumes cozidos junto com carnes e defumados)
- Camarão de capote (empanado)
- Dobradinha
- Efó
- Escondidinho (carne-do-sol acebolada e pirão de aipim)
- Feijão de leite
- Frigideira de siri catado
- Farofa de banana
- Farofa de dendê
- Feijão fradinho
- Feijoada
- Fritada (carne-do-sol, cebola, ovos, fritos juntos)
- Galinha à cabidela
- Galinha ao molho pardo
- Lambreta
- Maniçoba
- Mariscada
- Mininico de carneiro
- Mocotó
- Moqueca de aratú
- Moqueca de peixe
- Moqueca de camarão
- Moqueca de maturi
- Moqueca de mapé
- Moqueca de petitinga
- Moqueca ou ensopado de siri mole
- Moqueca ou ensopado de pitú
- Passarinha
- Petitinga frita (isca de peixe)
- Quiabada
- Rabada
- Sarapatel
- Sarrabulho de vaca
- Vatapá
- Vinagrete
- Zambé
- Xinxim de galinha[2]

## Sobremesas
- Aipim cozido com manteiga
- Aluá
- Arroz doce
- Baba de moça
- Banana real
- Beiju
- Bolinho de estudante
- Canjica
- Cocada
- Cuscuz
- Cuscuz doce (milho e leite de coco)
- Goiabada
- Lelê
- Munguzá
- Nego bom
- Paçoca de amendoim
- Pamonha
- Pé de moleque
- Quebra-queixo
- Quindim
- Tapioca
- Torta búlgara
- Umbuzada